# Hans Reiser

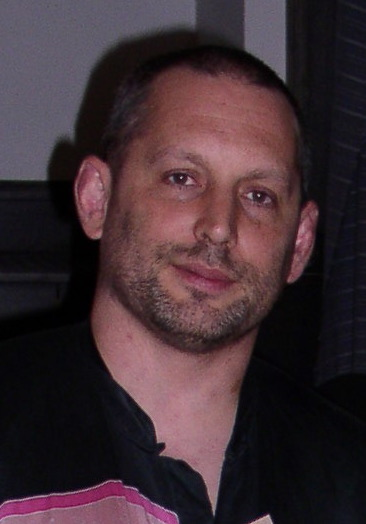
Hans Reiser (2006)

Hans Thomas Reiser (19 december 1963) is een Amerikaans computerprogrammeur, eigenaar van Namesys, en de bedenker en ontwikkelaar van het ReiserFS en Reiser 4-bestandssysteem. 
Op 28 april 2008 werd hij veroordeeld voor de moord op zijn vrouw Nina, die sinds medio 2006 vermist was. Om veroordeling wegens moord te voorkomen kwam Reiser een schikking overeen met de openbaar aanklager. Op 29 augustus 2008 erkende Reiser schuld aan doodslag en moest hij de locatie van Nina's lichaam aanwijzen. Reiser is door de rechter veroordeeld tot levenslange gevangenisstraf met de kans op vervroegde vrijlating na minimaal 15 jaar.